# José Luis Adell Fernández
José Luis Adell Fernández (Navalcarnero, 4 de novembre de 1952) és un polític espanyol del Partit Socialista Obrer Espanyol (PSOE).

## Biografia
Nascut el 4 de novembre de 1952 a Navalcarnero (província de Madrid), es va afiliar al Partit Socialista Obrer Espanyol (PSOE) el 1977.
Va ser regidor de Navalcarnero entre 1979 i 1983, encarregat d'Urbanisme. Candidat de nou a regidor de la seva localitat a les eleccions municipals de 1983, es va presentar simultàniament al número 34 de la llista del PSOE per a les primeres eleccions a l'Assemblea de Madrid. Escollit tant com a diputat regional com a regidor, va ser investit alcalde de la seva localitat natal, responsabilitat que va exercir fins a 1995.
Després de les municipals de 2015, va tornar a l'alcaldia de Navalcarnero vint anys més tard, quan va ser investit amb el suport de Canviem Navalcarnero i el PDAP i l'abstenció de Ciutadans, succeint a Baltasar Santos, del Partit Popular.